# Helmut Mogk
Helmut Mogk (* 12. November 1896 in Leipzig; † 1973) war ein deutscher Bibliothekar.

## Leben
Mogk wurde 1896 als Sohn des Nordisten Eugen Mogk in Leipzig geboren. Er besuchte die Thomasschule zu Leipzig und war Mitglied der Wandervögel. 1914 meldete er sich als Kriegsfreiwilliger und diente an der Westfront. Er erhielt die Silberne Friedrich-August-Medaille und das Eiserne Kreuz 2. Klasse. Nach dem Ersten Weltkrieg studierte er Biologie an der Universität Leipzig und wurde zum Dr. phil. promoviert. 1925 wurde er Volontär und ab 1927 wirkte er als Bibliothekar an der Universitätsbibliothek Leipzig. 1939 wurde er als Soldat verwundet und ihm ein Jahr später Kriegsuntauglichkeit attestiert. Ab 1947 hatte er einen Lehrauftrag für Biologie, Ökologie und Bibliothekswissenschaft an der Universität Leipzig inne. Von 1950 bis 1958 war er als Nachfolger von Karl Buchheim Direktor der Leipziger Universitätsbibliothek.
Helmut Mogk hatte eine Tochter, Karin Johne (geb. Mogk, 1928–2018), die „evangelische Pionierin der geistlichen Begleitung“.